# Нащадок Чингісхана (фільм, 1928)
«Нащадок Чингісхана» — німий художній фільм режисера Всеволода Пудовкіна — заключна частина його революційної трилогії («Мати», «Кінець Санкт-Петербурга»). Сценарій до фільму створений Осипом Бріком та Іваном Новокшоновим за мотивами повісті останнього «Нащадок Чингісхана».

## Повість «Нащадок Чингісхана»
Головний герой повісті — Дорчжі, який провів свої дитинство і юність в дацані, йде звідти і деякий час служить наймитом у російського купця. Потім він потрапляє до партизанського загону Нестора Каландарішвілі.
В одному з боїв юнак потрапляє в полон до колчаківців. У ладанці Дорчжі (подарунок батька, який він незмінно носить на шиї) зашитий документ, з якого випливає, що він є прямим нащадком Чингісхана. Колчаківці хочуть зробити з Дорчжі маріонеткового правителя Монголії, тому він, зрозумівши це, тікає від білогвардійців й бере активну участь у партизанському русі Забайкалля.

## Сценарій
1920 рік. Англійські колоніальні війська безжально пригнічують і грабують народ Монголії. Через конфлікт з британцем, який скуповував хутро, молодий мисливець Баїр змушений тікати в тайгу, де потрапляє до партизанського загону. В одному з боїв інтервенти захоплюють Баїра в полон. Британський комендант наказує розстріляти його. Серед речей Баїра англійці знаходять документ старомонгольською мовою, який засвідчує, що його власник є прямим нащадком Чингісхана. Тим часом, Баїра вже розстріляли, але він дивом залишається серед живих. Англійці лікують його, щоб використовувати в своїх цілях — зробити маріонетковим правителем Монголії й таким чином полегшити захоплення всієї країни. Баїра оточують увагою і пошаною, одягають в багатий одяг. Але він, повставши проти жорстокості і жадібності окупантів, піднімає за собою весь народ.
Довгий час вважалося, що автором сценарію є Осип Брік, але зараз доведено, що Іван Новокшонов у його створенні брав пряму і безпосередню участь й був співсценаристом Осипа Бріка. 19 грудня 1957 року Всесоюзне управління з охорони авторських прав видало сім'ї покійного письменника Івана Новокшонова документ, який підтверджує, що він є співавтором сценарію.

## Зйомки фільму
У березні 1928 року знімальна група виїхала до Верхньоудинська і прибула в місто 2 квітня. Сценарій Пудовкіну не подобався і він вирішив на місці переробити його. У Бурятії велику допомогу знімальній групі надав заступник голови Братського наукового комітету ІМБіТ СВ РАН А. І. Оширов, який довгий час перебував у складі дипломатичної місії в Китаї.

 Пудовкін писав: 
 «... Я далекий від того, щоб називати кінострічку "Нащадок Чингісхана" найвдалішою з усіх моїх постановок, але умови, в яких мені довелося над нею працювати, були дійсно вдалими в моїй творчій практиці. Я поїхав в нові, абсолютно незнайомі мені місця, я зустрічався з ніколи небаченими мною людьми. У мене не було заздалегідь придуманого сценарію, існував тільки його сюжетний план. Сценарій ріс разом з живими спостереженнями, що представляють для мене постійний гострий інтерес. Я пам'ятаю, як перетинаючи величезні плоскогір'я Бурят-Монголії, ми раз у раз зупиняли автомобіль, щоб сфотографувати вражаючі для нас види: жанрові, побутові картини, ще не знаючи навіть, яке місце займуть вони у майбутньому фільмі ... » 
 Один із епізодів фільму мали намір зняти в Тамчинському дацані. Однак цьому противилися лами монастиря. На прохання Пудовкіна уряд Бурятської АРСР звернувся до Пандіто Хамбо-лами дозволити зйомки, на що було дано згоду. Після цього дацан спеціально для зйомок переніс час проведення Цаму. Унікальні кадри церемонії Цам становлять велику етнографічну цінність. 
Зйомки фільму проходили у Верхньоудинську на станції Дивізіонній, в Заудинському передмісті, в центрі міста — наприкінці вулиці Леніна, на площі біля гаража Раднаркому (вул. Леніна, 13), у Верхній Березівці, а також в Боргойському степу, на горі Сплячий лев в околицях Ганзуріно, в Новоселенгинську, Тарбагатаї та інших місцях Бурятії.
У зйомках фільму брали участь місцеві жителі, учасники партизанського руху, джидинські пастухи, семейські селяни з Тарбагатая, лами Тамчинського дацану. Роль батька Баїра зіграв батько Валерія Інкіжинова. У фіналі картини взяло участь понад дві тисячі вершників, які з'їхалися з усієї Боргойської долини.

## У ролях
- Валерій Інкіжинов — Баїр, мисливець
- А. Дединцев — британський комендант
- Анель Судакевич — дочка коменданта
- Карл Гурняк — британський солдат
- Олександр Чистяков — командир партизанського загону
- Л. Белінська — дружина коменданта
- Федір Іванов — лама
- В. Про — британський місіонер, перекладач
- Володимир Цоппі — Сміт, торговець хутром
- Борис Барнет — британський солдат з трубкою
- Іван Інкіжинов — батько Баїра
- Леонід Оболенський — ад'ютант коменданта

## Знімальна група
- Режисер — Всеволод Пудовкін
- Сценарист — Осип Брік, Іван Новокшонов
- Оператор — Анатолій Головня
- Художники — Мойсей Аронсон, Сергій Козловський

## Прокат
Прем'єра фільму в СРСР відбулася 10 листопада 1928 року. У грудні того ж року відбувся показ «Нащадка Чингісхана» в Берліні. В Європі фільм демонструвався під назвою «Буря над Азією» і набув великої популярності. У квітні 1929 року кінокартина з тріумфом пройшла в Будапешті, в лютому 1930 року — в Нідерландах та Англії. Навесні 1935 року фільм отримав приз Першого Московського міжнародного кінофестивалю. У 1937 році картина демонструвалася на Всесвітній виставці в Парижі.
Виконавець головної ролі Валерій Інкіжинов в 1930 році залишився з родиною в Парижі, тому з середини 1930-тих років фільм не демонструвався в СРСР, а ім'я Інкіжинова навіть було видалено з титрів.
Фільм був відновлений і озвучений на кіностудії ім. М. Горького в 1985 році. Автор музики — Микола Крюков.